# Friedhelm Winkelmann
Friedhelm Winkelmann (* 23. Juni 1929 in Landsberg; † 23. Februar 2025) war ein deutscher Theologe, Kirchenhistoriker und Byzantinist.

## Leben
Friedhelm Winkelmann legte sein Abitur 1948 in Halle (Saale) ab. Anschließend studierte er von 1949 bis 1954 evangelische Theologie, Gräzistik und Geschichte an der Universität Halle, hier wurde er auch 1959 zum Dr. theol. promoviert.
Von 1955 bis 1991 arbeitete Friedhelm Winkelmann auf den Gebieten der frühen Kirchengeschichte, Patristik und Byzantinistik bei der Akademie der Wissenschaften der DDR. Hier widmete sich Winkelmann der Edition griechisch-christlicher Schriftsteller, verfasste Monografien wie Die östlichen Kirchen in der Epoche der christologischen Auseinandersetzungen und Die Kirchen im Zeitalter der Kreuzzüge. 1964 wurde er an der Universität Greifswald für Kirchengeschichte habilitiert. 1990 wurde er an der Akademie zum Professor ernannt, was ihm bis 1989 wegen politischer Unzuverlässigkeit versagt geblieben war. Von 1990 bis Januar 2007 war er Projektleiter der Prosopographie der mittelbyzantinischen Zeit.
Im Wintersemester 1990/91 vertrat er die Professur für Kirchengeschichte an der Universität Heidelberg. Von 1992 bis zu seiner Emeritierung 1995 war er Professor für Kirchengeschichte an der Universität Rostock. Im Wintersemester 1995/96 vertrat er die Professur für Kirchengeschichte an der Universität Tübingen.

## Schriften (Auswahl)
- Die Textbezeugung der Vita Constantini des Eusebius von Caesarea. Akademie-Verlag, Berlin 1962 (= Texte und Untersuchungen zur Geschichte der altchristlichen Literatur / Kommission für Spätantike Religionsgeschichte, Institut für Griechisch-Römische Altertumskunde, Deutsche Akademie der Wissenschaften zu Berlin. 84).
- Die Kirchengeschichte des Nicephorus Callistus Xanthopulus und ihre Quellen. Nachgelassene Untersuchungen, von Günter Gentz. Überarb. und erw. von Friedhelm Winkelmann. Akademie-Verlag, Berlin 1966 (= Texte und Untersuchungen zur Geschichte der altchristlichen Literatur. 98).
- Die östlichen Kirchen in der Epoche der christologischen Auseinandersetzungen (5. bis 7. Jahrhundert). Evangelische Verlags-Anstalt, Berlin 1980 (= Kirchengeschichte in Einzeldarstellungen. I, Alte Kirche und frühes Mittelalter. 6).
- Byzantinische Rang- und Ämterstruktur im 8. und 9. Jahrhundert. Faktoren und Tendenzen ihrer Entwicklung. Akademie-Verlag, Berlin 1985 (= Berliner byzantinistische Arbeiten. 53).
- mit Gudrun Gomolka-Fuchs: Frühbyzantinische Kultur. Edition Leipzig, Leipzig 1987, ISBN 3-361-00037-8 (= Die byzantinische Kultur). Kohlhammer, Stuttgart 1988, ISBN 3-17-009621-4).
- Euseb von Kaisareia, der Vater der Kirchengeschichte. Verlags-Anstalt Union, Berlin 1991, ISBN 3-372-00303-9.
- Studien zu Konstantin dem Großen und zur byzantinischen Kirchengeschichte. Herausgegeben von Wolfram Brandes und John F. Haldon, Birmingham 1993 (= Gesammelte kleine Schriften), S. I–XXI Schriftenverzeichnis.
- Die Kirchen im Zeitalter der Kreuzzüge (11.–13. Jahrhundert). Evangelische Verlags-Anstalt, Leipzig 1994 (= Kirchengeschichte in Einzeldarstellungen. I, Alte Kirche und frühes Mittelalter. 10), ISBN 3-374-01465-8.
- Geschichte des frühen Christentums. Beck, München 1996 (= Beck’sche Reihe Wissen. 41), ISBN 3-406-41041-3.
- Der monenergetisch-monotheletische Streit. Lang, Frankfurt am Main u. a. 2001 (= Berliner byzantinistische Studien. 6), ISBN 3-631-37377-5.